# Col·lectiu Comunista Català
Col·lectiu Comunista Català (CCC) fou un grup polític català format el 1978 per un petit cercle d'intel·lectuals d'orientació leninista i propers al maoisme, sorgits d'organitzacions comunistes tradicionals, com el PSUC o Bandera Roja. La seva activitat consistia en la redacció de documents polítics, sense cap mena de treball de base real. A partir de setembre de 1979 van iniciar la publicació d'una revista, K.0., de la qual només van sortir dos números. Posteriorment alguns membres s'integraren en el Col·lectiu Nacionalista la Nova Falç. Alguns dels militants més coneguts foren Joan Oms i Llohis i l'advocat August Gil Matamala, provinent del PSUC.